# Orcaella brevirostris
El delfín del río Irawadi (Orcaella brevirostris) es una especie de cetáceo odontoceto de la familia Delphinidae. Es un delfín que habita en las costas y estuarios del Sudeste Asiático.

## Taxonomía
El delfín de Irawadi fue identificado por Richard Owen en 1866 y es una de las dos especies de su género (el otro es el delfín beluga de Heinsohn). Su aspecto es similar al de la beluga. Se ha clasificado a veces como perteneciente a una familia propia, de la cual sería el único representante, así como en Monodontidae y Delphinapteridae. Hoy en día existe un acuerdo extenso para clasificarla dentro de la familia Delphinidae.

## Descripción física

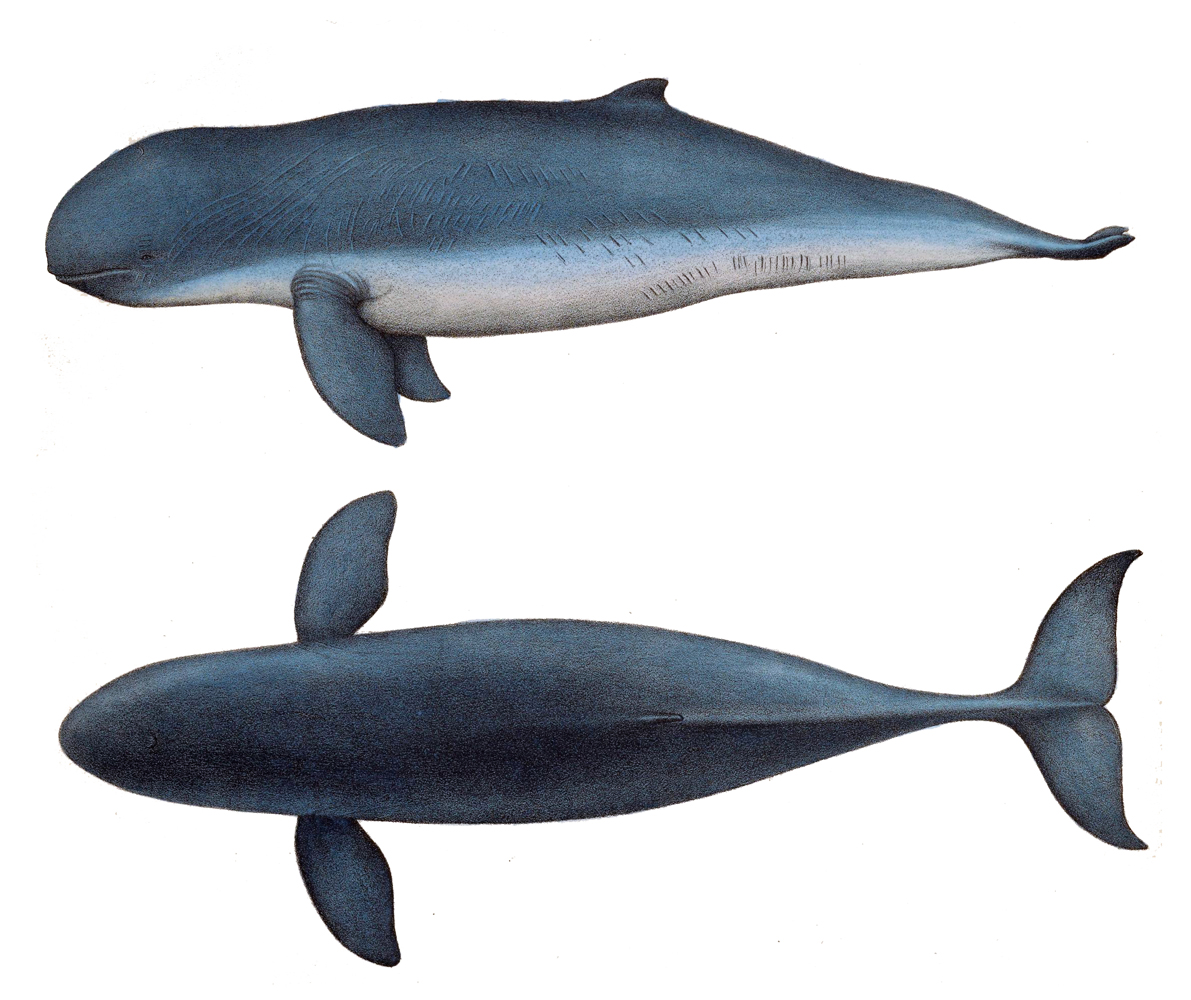
Ilustración de 1878.

Esta especie tiene una cabeza embotada, redondeada y carente de pico. La aleta dorsal es corta, embotada y triangular. Está situada cerca de los dos tercios del cuerpo, a lo largo de la parte posterior. Las aletas son largas y amplias. Ligeramente coloreado por todo el cuerpo, tiene más blanca la superficie inferior que la parte superior.
La longitud es cerca de 1 m en el nacimiento y 2,3 m cuando son adultos. El peso del nacimiento es cerca de 10 kg. El peso del adulto es de 130 kg. La esperanza de vida es cercana a los 30 años. 
El delfín de Irawadi es un nadador lento. Emerge en forma de balanceo y solo levanta el claro de la platija de la cola del agua para realizar una zambullida profunda.

## Distribución

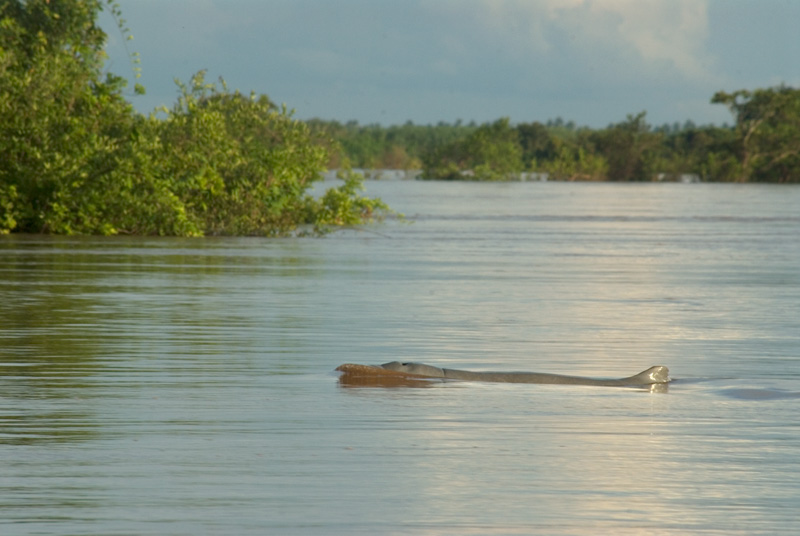
Delfín del Irawadi en el río Mekong en la Provincia de Kratié, Camboya

Aunque es llamado a veces el delfín del río de Irrawady, realmente no es un delfín de agua dulce, sino un delfín oceánico que pasa la vida cerca de la costa, frecuentando ríos y estuarios, incluyendo el Ganges y el Mekong así como el río Irawadi, del cual toma su nombre. Su rango de distribución se extiende desde la bahía de Bengala hasta Nueva Guinea, la costa norte australiana y Filipinas.

## Alimentación
El delfín del Irawadi vive en grupos pequeños: generalmente no más de seis individuos, salvo en alguna excepción en que se han observado grupos de hasta quince animales. Buscan en agua abierta y en los fondos entre otras cosas: camarones y otros crustáceos, peces y pulpos.